# Sjtsjyrets
Sjtsjyrets (Oekraïens: Щирець, Pools: Szczerzec) is een plaats in de Oekraïense Oblast Lviv.
In 2004 telde Sjtsjyrets 5496 inwoners.
Tot 1918 behoorde Sjtsjyrets tot Oostenrijk-Hongarije. Daarna was de stad tot 1939 Pools. De Sovjet-Unie veroverde Sjtsjyrets in september 1939 volgend op de afspraken met Nazi-Duitsland in het kader van het Molotov-Ribbentroppact. Tussen 1941 en 1944 was Sjtsjyrets bezet door de Duitsers. De Joodse bevolking werd vermoord in kamp Bełżec. In 1944 heroverden de Sovjets Sjtsjyrets, waarna de Poolse bevolking verdreven werd. Bij het uiteenvallen van de Sovjet-Unie kwam Sjtsjyrets bij de onafhankelijke Oekraïne.

## Geboren
- Stanisław Maczek, Pools generaal